# Kenneth Knudsen (musiker)
 Der er flere personer med dette navn, se Kenneth Knudsen.
Kenneth Knudsen (født 28. september 1946) er uddannet arkitekt, selvlært komponist og tangentspiller. I 1967 tog Kenneth Knudsen sammen med trommeslageren Claus Bøje initiativ til oprettelse af ”Jazz i Reprisen”, et sted med øve- og koncertfaciliteter.
Kenneth Knudsen har blandt andet været med i grupperne 'Coronarias Dans,' Secret Oyster, Entrance og 'Bombay Hotel'. Han dannede sin egen gruppe, Anima, i februar 1979.
Har siden fremkomsten af synthesizers i begyndelsen af 70-erne hovedsagelig skabt og indspillet musik for og med disse instrumenter. Han har således som arrangør og 'klangarkitekt' i høj grad præget f.eks. Sebastians produktion fra '77 til '83. [kilde mangler]. Kenneth Knudsen er blevet betegnet skandinaviens Joe Zawinul.
Indspilnings- og turnevirksomhed fortrinsvis i Europa, men tillige i Indien, Hong Kong og Japan med diverse grupper og solister

## Hæder
- Har modtaget legater fra Wilhelm Hansen fonden og 3-årigt stipendium (1990) fra Statens Kunstfond.
- Årets Jazzmusiker 1973.
- 'Niels-prisen' 1987 (med Palle Mikkelborg og Niels-Henning Ørsted Pedersen).
- Modtager af Statens Kunstfonds livsvarige ydelse.
- Formand for Statens Kunstfonds 2 musikudvalg 1999-2002.
- Formand for Statens Kunstfonds bestyrelse 1999-2002.

## Udvalgt diskografi
- Sounds And Silence (1994).
- Music For Eyes (1997).
- Light And Metal (1998, nomineret til Nordisk Råds Musikpris).
- Black Diamond (2002, nomineret til Nordisk Råds Musikpris).
- End of Silence (2009, præmieret af Statens Kunstfond).